# Schistidium praemorsum
Schistidium praemorsum là một loài Rêu trong họ Grimmiaceae. Loài này được (Müll. Hal.) Herzog mô tả khoa học đầu tiên năm 1916.